# Noom Hôtel Conakry
Noom Hôtel de Conakry aussi appelé Hôtel Noom, est un hôtel de luxe situé à Kaloum en Guinée. Il est situé en bordure de plage et à proximité de l'Hôpital Ignace Deen. Il est doté de 187 chambres et suites.

## Propriétaires
L'hôtel fait partie du groupe hôtelier Mangalis, propriété de l'homme d'affaires Yérim Sow. 

## Clientèle
Les prix des chambres et suites est de plusieurs centaines d'euros, ce qui le destine avant tout à une clientèle d'hommes d'affaires,. Il dispose d'ailleurs d'un centre de conférence de 500 places. La clientèle y est occidentale à 60%.
Selon des sources locales, l'offre hôtelière dans le domaine du haut de gamme à Conakry serait néanmoins en nette surcapacité et peineraient à connaître des taux d'occupation rentables.

## Événements
L'hôtel héberge régulièrement des événements politiques, artistiques ou commerciaux. Pour le réveillon du 31 décembre 2019, le chanteur Salif Keita y a donné un concert.  

### Cérémonie
- L'ambassade du Maroc a organisé une cérémonie pour célébrer les 20 ans au trône du roi Mohamed VI au Noom Hôtel Conakry en présence du  premier ministre Ibrahima Kassory Fofana.

### Livres et romans
- Elle a accueilli la dédicace du livre Tant que le soleil brillera de Maimouna Marlee Camara[7].